# Good as Gold (film 1927)
Good As Gold è un film muto del 1927 diretto da Scott R. Dunlap. Di genere western, la sceneggiatura si basa su The Owner of the Aztec, storia breve di Murray Leinster pubblicata su Western Magazine il 5 maggio 1926.

## Trama
Buck Brady cresce alimentando un desiderio di vendetta contro coloro che - quando lui era ancora bambino - hanno rubato la miniera di suo padre. Quando però ritorna, ormai adulto, per mettere in atto i suoi piani, si innamora di Janet Laurier che, scoprirà in seguito, è la proprietaria della miniera. Salverà la ragazza da Tilford, il caposquadra disonesto, e si batterà con il suo rivale sulla cima di un'alta scogliera.

## Produzione
Il film fu prodotto dalla Fox Film Corporation.

## Distribuzione
Il copyright del film, richiesto dalla Fox Film Corp., fu registrato il 12 giugno 1927 con il numero LP24108. Distribuito dalla Fox Film Corporation e presentato da William Fox, il film uscì nelle sale cinematografiche USA il 12 giugno 1927.